# Bupleurum greuteri
Bupleurum greuteri är en flockblommig växtart som beskrevs av Sven E. Snogerup. Bupleurum greuteri ingår i släktet harörter, och familjen flockblommiga växter. Inga underarter finns listade i Catalogue of Life.